# Günther Murmann
Günther Murmann (* 13. Februar 1954; † 3. März 2005 auf Mallorca, Spanien) war ein deutscher Automobilrennfahrer und Teamchef.

## Karriere
Murmann stieg 1989 in einem Ford des Teams Ringshausen in die DTM ein und belegte Platz 39 in der Gesamtwertung. 1990 fuhr er mit seinem eigenen Team in der DTM mit einem BMW M3 und belegte Platz 27. Außerdem fuhr er auch 1990 in der Italienischen Tourenwagen-Meisterschaft und belegte Platz 27. 1991 fuhr er auch in diesen beiden Serien, wieder mit seinem eigenen Team, er wurde 20. in der Italienischen Tourenwagen-Meisterschaft.
Als Teamchef stieg er 1990 mit seinem eigenen Team mit zwei BMW M3 in die Deutsche Tourenwagen-Meisterschaft ein. Hierzu gewann er die Brauerei Diebels als Hauptsponsor. Fahrer waren in dieser Saison Murmann selbst und in dem zweiten Fahrzeug für die ersten beiden Läufe Anton Goeser und für die restlichen Läufe Frank Schmickler. 1991 war er wieder in der DTM mit seinem Team aktiv. Fahrer waren Christian Danner und Otto Rensing und bei vereinzelten Läufen auch Murmann selbst. Auch 1992 setzte er zwei BMW M3 ein, Fahrer waren Thomas von Löwis, Fritz Kreutzpointner und Thomas Winkelhock.
Murmann starb am 3. März 2005 auf Mallorca.

## Karrierestationen
- 1989: Deutsche Tourenwagen-Meisterschaft (Platz 39)
- 1990: Deutsche Tourenwagen-Meisterschaft (Platz 27)
- 1990: Italienische Tourenwagen-Meisterschaft (Platz 27)
- 1991: Italienische Tourenwagen-Meisterschaft (Platz 20)
- 1991: Deutsche Tourenwagen-Meisterschaft